# Пиркси
Пиркси (ест. Pürksi; швед. Birkas) село је на западу Естоније. Налази се у западном делу округа Ланема и административни је центар општине Ноаротси.
Према подацима са пописа становништва 2011. у селу је живело 183 становника.